# Abborrträsket, Uppland
Abborrträsket är en sjö i Nacka kommun i Uppland och ingår i Norrström-Tyresåns kustområde. Sjön ligger mitt i Abborrträsks naturreservat.